# Agulski jezik
Agulski jezik (aghul, aghul-ch’al, agul; ISO 639-3: agx), jedan od tri istočnolezginska jezika, šire lezginske skupine istočnokavkaskih jezika, kojim govori preko 28 300 Lezgina (2002 Census) u Ruskoj Federaciji, poglavito u agulskom distriktu na jugoistoku Dagestana, a nešto i u Moskvi, Stavropoljski kraj i u Azerbajdžanu. 
Agulski ima više dijalekata, to su agul, koshan (q’ushan), keren, gequn (burkikhan), tsirkhe i fit’e. Piše se ćirilicom.

## izvori
1. ↑  Ethnologue (16th)

## Vanjske poveznice
- Ethnologue (14th)
- Ethnologue (15th)